# Winthemia testacea
Winthemia testacea là một loài ruồi trong họ Tachinidae.